# NGC 4904
NGC 4904 is een balkspiraalstelsel in het sterrenbeeld Maagd. Het hemelobject werd op 1 januari 1786 ontdekt door de Duits-Britse astronoom William Herschel.

## Synoniemen
- UGC 8121
- MCG 0-33-26
- MK 1341
- ZWG 15.55
- IRAS 12584+0014
- PGC 44846